# Władysław Bobek (językoznawca)
Władysław Bobek (ur. 1 czerwca 1902 we Wrzawach, zm. 2 czerwca 1942 w Oświęcimiu) – polski literaturoznawca i językoznawca, slawista i słowacysta. Interesował się zagadnieniem powiązań literackich i językowych narodów słowiańskich.
W swojej szeroko rozwiniętej działalności naukowo-badawczej koncentrował się na historii literatury słowackiej i jej związkach z literaturą polską, a także na polsko-słowackich stosunkach kulturalnych. Jego dorobek naukowy uchodzi za szczególnie cenny dla dziejów piśmiennictwa słowackiego.
Po ukończeniu gimnazjum i uzyskaniu matury w Mielcu podjął studia polonistyczne na Wydziale Filozoficznym Uniwersytetu Jagiellońskiego. Doktoryzował się w 1926 roku u prof. Ignacego Chrzanowskiego. W latach 1928–1939 był lektorem języka polskiego i wykładał literaturę polską na Uniwersytecie Komeńskiego w Bratysławie. W 1934 roku habilitował się na Uniwersytecie Jagiellońskim z zakresu historii literatur słowiańskich. 2 grudnia 1941 roku został uwięziony przez nazistów, zmarł w obozie koncentracyjnym.

## Wybrane publikacje
- Mickiewicz w literaturze słowackiej (Bratysława 1931)
- Slovensko a Slovanstvo (Bratysława 1937)
- Kapitoly o slovanstve (Bratysława 1937)
- Dejiny slovenského jazyka v náčrte (Bratysława 1938)
- Prehľadné dejiny slovenskej literatúry (Bratysława 1939)
- Náčrt dejín slovenskej kultúry (Bratysława 1939)
- Vajanský o umení (Bratysława 1937)